# ТОЗ-194
ТОЗ-194 — российское помповое ружьё, разработанное в середине 1990-х годов на основе конструкции ружья ТОЗ-94. Производится на Тульском оружейном заводе.

## Конструкция
Ствол ружья отъёмный, соединен с крышкой коробки и магазином посредством хвостовика и муфты ствола. Канал ствола хромирован. Затвор скользящий, запирание патрона в патроннике ствола осуществляется затвором посредством боевого упора, входящего в окно хвостовика ствола. Ударно-спусковой механизм смонтирован на отдельном основании.
Магазин трубчатый, подствольный.
Для стрельбы применяются патроны калибра 12/70 мм с неметаллической гильзой.

## Варианты и модификации
- ТОЗ-94 — первая модификация, 3,2 кг[1]
- ТОЗ-194 — базовая модель, длина ствола — 540 мм, цевьё и пистолетная рукоятка изготовлены из чёрной пластмассы, дополнительного приклада не имеется.
- ТОЗ-194-01 — отличается наличием сменных дульных насадок, дополнительного приклада и магазина переменной ёмкости.
- ТОЗ-194М
- ТОЗ-194-01М
- ТОЗ-194-02М — отличается наличием откидного металлического приклада.
- ТОЗ-194-03М

## Страны-эксплуатанты
- Казахстан — сертифицировано в качестве гражданского охотничьего оружия[2], используется частными охранными структурами[3].
- Молдова — варианты с постоянным прикладом (ТОЗ-94 и ТОЗ-194-02) сертифицированы в качестве гражданского охотничьего оружия[4].
- Россия — сертифицировано в качестве гражданского охотничьего оружия.